# Денисовка (Владимирская область)
Денисовка — деревня в Ковровском районе Владимирской области России, входит в состав Ивановского сельского поселения.

## География
Деревня расположена на в 11 км на юг от центра поселения села Иваново и в 34 км на юг от райцентра города Ковров, в 2 км на север от железнодорожной станции Восход на линии Ковров — Муром.

## История
В конце XIX — начале XX века деревня входила в состав Смолинской волости Судогодского уезда, с 1926 года в составе Клюшниковской волости Ковровского уезда. В 1859 году в деревне числилось 7 дворов, в 1905 году — 16 дворов, в 1926 году — 19 дворов.
С 1929 года деревня входила в состав Алексеевского сельсовета Ковровского района, с 1954 года — в составе Ивановского сельсовета, с 2005 года в составе Ивановского сельского поселения.

## Население
| 1859 | 1905 | 1926 | 2002 | 2010 | 2021 |
| ---- | ---- | ---- | ---- | ---- | ---- |
| 88   | ↗94  | ↗96  | ↘30  | ↗33  | ↗40  |